# Anna Nenna D'Antonio
Anna Nenna, coniugata D'Antonio (San Vito Chietino, 2 agosto 1927), è una politica italiana.

## Biografia
Esponente della Democrazia Cristiana in Abruzzo e militante della corrente Alleanza Popolare.
Vedova di Ericle D'Antonio, dal 1981 sostituisce Romeo Ricciuti alla presidenza della regione Abruzzo, divenendo la prima donna presidente di una regione in Italia. Resta in carica fino al 1983, anno in cui è eletta alla Camera, venendo riconfermata nel 1987 e nel 1992.
Nel corso della IX legislatura fu componente delle Commissione parlamentare interni e quella per le questioni regionale.
Nella X legislatura fu inserita nella Commissione giustizia, in quella affari sociali e Commissione parlamentare d'inchiesta sulla condizione giovanile.
Nel 2005 è nominata presidente del Partito Democratico Cristiano di Giovanni Prandini.